# Distretto di Čandman' (Gov'-Altaj)
Il distretto di Čandman' è uno dei diciotto distretti (sum) in cui è suddivisa la provincia del Gov'-Altaj, in Mongolia. Conta una popolazione di 2.053 abitanti (censimento 2009). 